# Commonwealth Railways classe NC
La  Commonwealth Railways classe NC  est une série de deux  locomotives diesel-hydrauliques construites par Clyde Engineering, de Granville, New South Wales, Australie en 1956. La Lakewood Firewood Company, Kalgoorlie était le premier propriétaire; les Chemins de fer du Commonwealth (Commonwealth Railways) achètent les deux locomotives en 1965. La classe NC voit la fin du service commercial en 1980. 

## Historique
La « Lakewood Firewood Company » (LFC) a fourni du bois aux diverses mines de la région du « Golden Mile » de Kalgoorlie, en Australie occidentale. Ses opérations se sont étendues au sud et à l'est de Kalgoorlie. Cette zone couvrait de Kalgoorlie au lac Lefroy et à l'autoroute Eyre .
Au moment de la commande des locomotives, la LFC utilisait un parc vieillissant de petites locomotives à vapeur. Au moment de la livraison, la société connaissait une baisse rapide de la demande de bois, car les mines fermaient ou changeaient de source d'énergie et le trafic était passé de deux trains par jour à deux trains par semaine. L'introduction des locomotives a entraîné la fin des opérations à vapeur sur le chemin de fer. Ils étaient impopulaires auprès des équipages, bien qu'un commentateur l'ait observé, "seulement parce qu'ils étaient des hommes à vapeur purs et durs" . En 1962, l'entreprise employait moins de 50 personnes, loin des 550 à son apogée. Le dernier train a circulé en décembre 1964 pour nettoyer les infrastructures. Tout le matériel roulant, à l'exception des deux diesels, a été mis au rebut.
Commonwealth Railways a acheté les deux locomotives en 1965. LFC1, renuméroté NC1, a passé du temps dans les ateliers de Port Augusta, où les systèmes de freinage ont été modifiés pour un système Westinghouse. En novembre 1966, la locomotive a été expédiée vers le nord jusqu'à Darwin, où elle a été employée comme locotracteur sur le North Australia Railway. NC1 revient vers le sud en 1972 . 
Le NC2 a été utilisé comme locotracteur à Port Augusta jusqu'en 1970, lorsque la locomotive à vapeur NB30 est revenu de la suppression des infrastructures de la section Hawker-Brachina du Central Australia Railway. En 1972, le NC1 a remplacé le NB30 en tant que locotracteur de triage de Port Augusta; NC2 est devenu une source de pièces de rechange.
En juillet 1975, les deux ont été inclus dans le transfert du Commonwealth Railways à Australian National.
En 1982, NC1 était devenu plus ou moins obsolète. La nécessité de maintenir un locotracteur à voie étroite à Port Augusta avait diminué avec la fermeture du Central Australia Railway en 1980. En juillet 1982, NC2 a été vendu au Pichi Richi Railway , et en 1985, NC1 a été transféré à la Steamtown Peterborough Railway Preservation Society  .

## Caractéristiques
Clyde Engineering a annoncé la série DH comme une locomotive à usage général, principalement pour les chemins de fer légers et le service de canne à sucre. La conception a permis le fonctionnement de plusieurs unités, l'installation de freins dynamiques et une combinaison de systèmes de freinage à air et de freins à vide .
Un seul moteur diesel à deux temps General Motors 6/110 fournissait la puissance via une transmission hydraulique Allison CRT5630 aux roues couplées mécaniquement. Les cabines contenaient deux consoles de commande, toutes deux orientées dans la même direction. La vitesse maximale de conception était de 60 km/h.

## Préservation

### NC1
NC1 est resté à Port Augusta jusqu'en 1985. Australian National devait gérer des quantités croissantes de pétrole brut de Mereenie et a approché la Steamtown Peterborough Railway Preservation Society pour évaluer la disponibilité des wagons-citernes que la société avait collectés à Peterborough. Après l'échange des wagons-citernes contre NC1, la locomotive est arrivée à Peterborough en avril 1985 .
NC1 est devenu la locomotive indispensable de la société. Elle transportait des trains de voyageurs lorsque la vapeur n'était pas disponible, faisait circuler des trains de travaux sur la ligne et fournissait une puissance de secours et une capacité de freinage aux trains de voyageurs.
Tout en aidant à la récupération de la locomotive à vapeur W901 de la société, qui avait déraillé dans le triage Eurelia au début de 1988,  l'ensemble d'entraînement arrière de la NC1 s'est grippé. La réparation majeure a été achevée à la mi-1991 .
Steamtown a d'abord peint la locomotive dans le schéma "vert invisible" (principalement noir avec un soupçon de vert aubépine) associé à la division Peterborough du South Australian Railways, mais en 1998, elle a été repeinte dans la livrée marron et argent du Commonwealth Railways .

### NC2

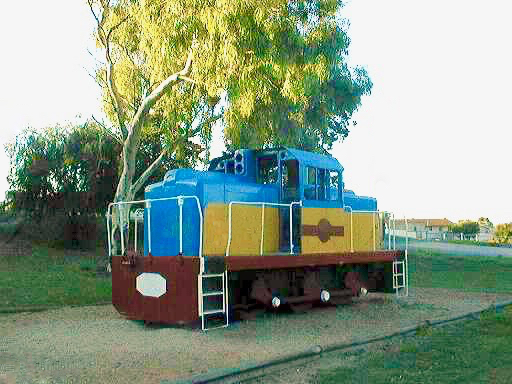
NC2 au terrain de jeux de Port Lincoln en 2001

En juillet 1982, la NC2 a été transportée par rail à Stirling North et transférée au Pichi Richi Railway, à Quorn où le moteur diesel et d'autres dispositifs mécaniques sont retirés afin de rendre l’unité plus sûr pour les enfants. NC2  a été repeint aux couleurs du LFC et en novembre 1982, il a été transporté par camion à Port Lincoln pour remplacer la locomotive à vapeur Yx141 comme élément de terrain de jeu dans le parc Hermitage . En 2008, le conseil municipal de Port Lincoln a entrepris des travaux pour fermer la cabine et ranger la carrosserie à des fins de sécurité. En 2020, NC2 se trouve encore dans le parc.